# Diodor Trifó
Diodor Trifó (en grec antic Διόδωρος) fou un religiós grec que vivia vers el 278. Epifani diu que era un home molt pietós.
Era prevere de la ciutat de Diodoris i amic del bisbe Arquelau de Carres. Quan Mani es va refugiar a casa seva el va rebre en principi amistosament però després Arquelau el va informar per carta de què Mani era un heretge, i Diodor va començar a discutir amb Mani, i es diu que en la discussió, on va poder observar tota l'astúcia de l'heretge, li va refutar tots els seus errors, segons explica Foci. La carta d'Arquelau encara es conserva.